# Lago Chiem
El lago Chiem (del alemán: Chiemsee) es un lago de agua de deshielo en Baviera, Alemania, entre Rosenheim, Alemania, y Salzburgo, Austria. A menudo es llamado el mar de Baviera. Mientras que los ríos Tiroler Achen y Prien desembocan en el lago, el río Alz es el principal emisario del lago. El lago Chiem se encuentra dividido al norte, en la parte mayor ubicaba al noreste, llamado lago Weit (Weitsee), y al suroeste el lago Insel (Inselsee).
La región que rodea al Chiem se denomina Chiemgau y es una zona de recreo muy popular.

## Islas
Dos de las principales islas del lago son la Herrenchiemsee (que es la mayor) y Frauenchiemsee, también llamadas Herreninsel (la isla del caballero) y Fraueninsel (la isla de la dama), respectivamente. La tercera isla por su tamaño es Krautinsel (isla de la hierba), menor que Frauenchiemsee y que está deshabitada.
- Herreninsel (isla del caballero) aloja un palacio construido por el rey Luis II de Baviera en 1878, también llamado Herrenchiemsee, el cual nunca fue terminado aunque estaba planificado que sería una réplica del Palacio de Versalles, en Francia. Muchas de las habitaciones del palacio pueden ser visitadas por los turistas; durante el verano se puede recorrer el palacio y los campos en la isla mediante tours guiados.

- Fraueninsel (isla de la dama) es la menor de las dos islas más grandes en el Chiemsee y alberga un convento benedictino, construido en 782, y una pequeña villa. Las monjas producen un licor llamado Klosterlikör (licor del convento) y un exquisito mazapán.

Además el lago posee tres islotes muy pequeñosː el Schalch, al oeste de Frauenchiemsee; y los otros dos sin nombres, a 54 y 80 metros al sur de Krautinsel, cada uno con una superficie de 30 m².

## Sitio Ramsar
El lago Chiem es, desde el 26 de febrero de 1976, un sitio protegido por el Convenio de Ramsar (n.º 95).47°53′N 012°29′E / 47.883, 12.483 La zona protegida abarca 8660 ha. Tiene una elevación de 518 m s. n. m. Es un gran lago de agua dulce situado en una cuenca glaciar, con cañaverales costeros y zonas de arbustos. La desembocadura del río Achen tirolés se encuentra dentro del sitio Ramsar y tiene vastas zonas de marismas y páramos. Este humedal es importante internacionalmente debido a que las aves migratorias se detienen aquí a pasar el invierno. Las actividades recreativas están restringidas y se protege especialmente las zonas de cría. Hay un centro de conservación de la naturaleza en Übersee.

## Caldero
En 2001 un buceador halló un caldero de oro macizo al fondo del lago Chiem, a 200 m de la orilla.

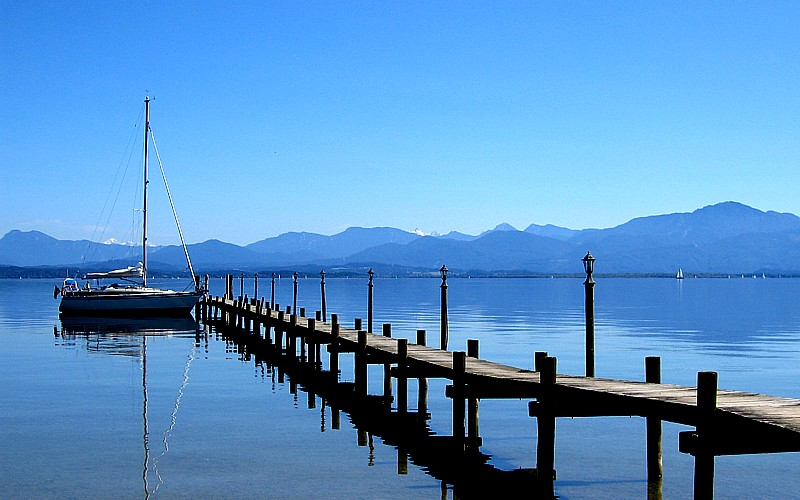
Vista del lago Chiem con los Alpes al fondo
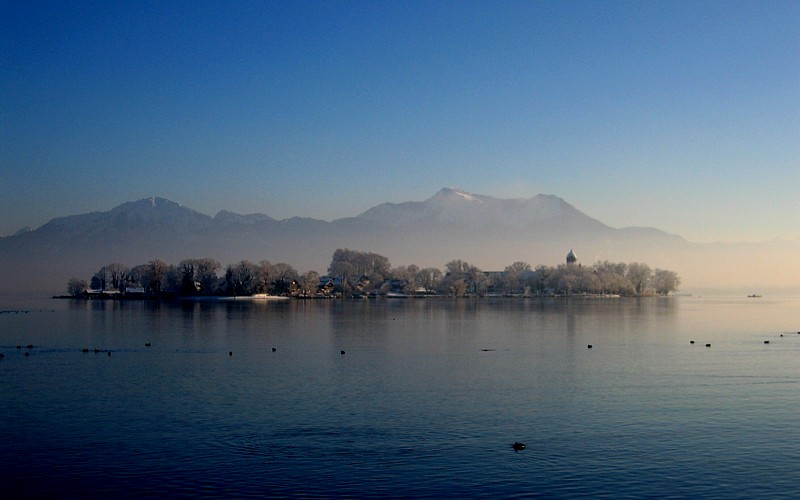
Fraueninsel en invierno
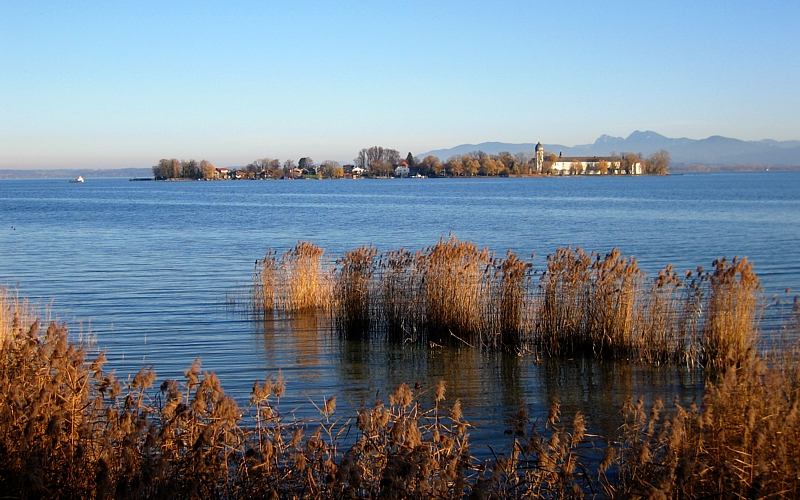
Fraueninsel con el convento
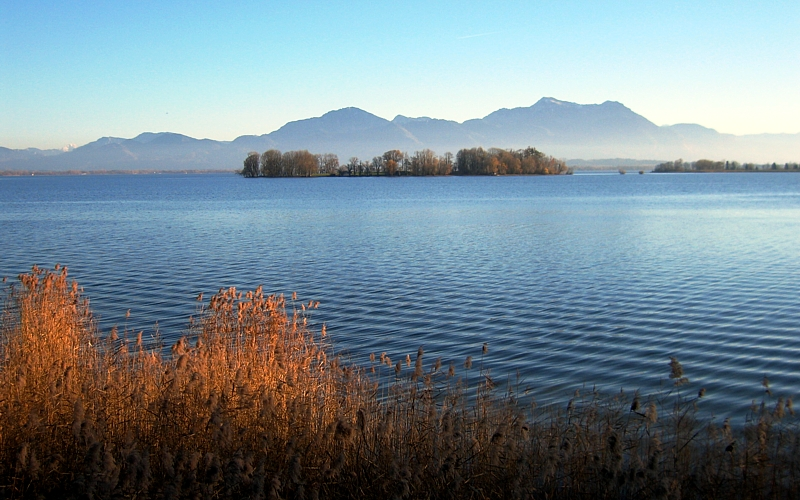
Krautinsel
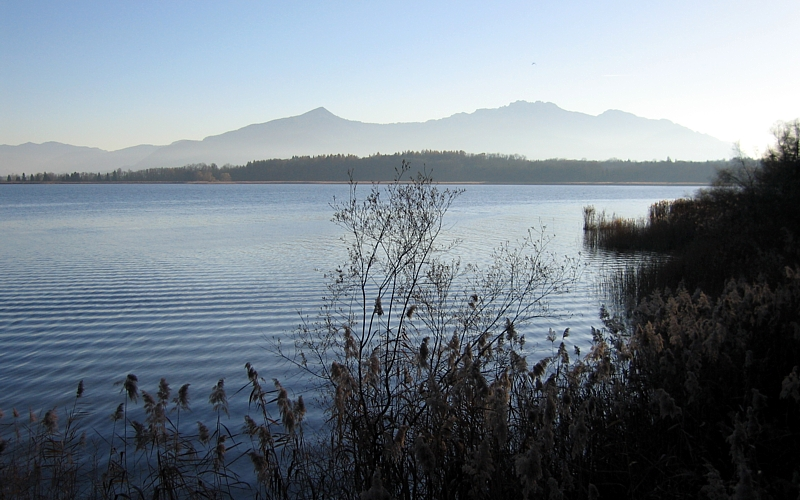
Herreninsel
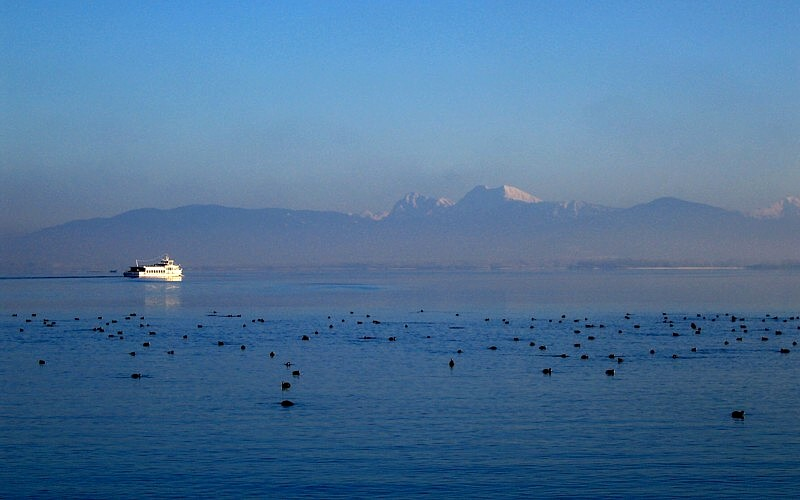
Chiem en invierno
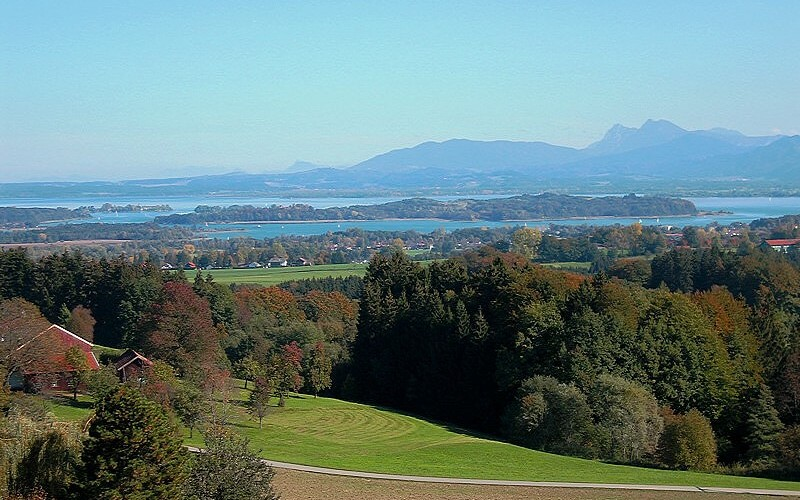
Chiem en otoño
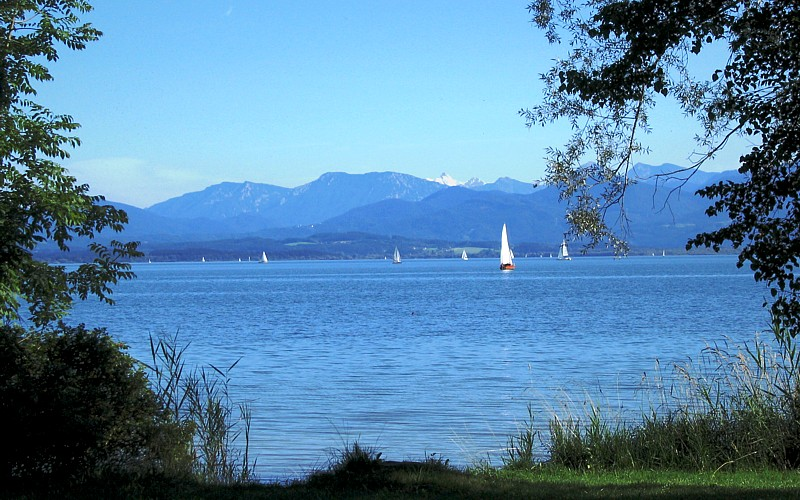
Chiem en verano
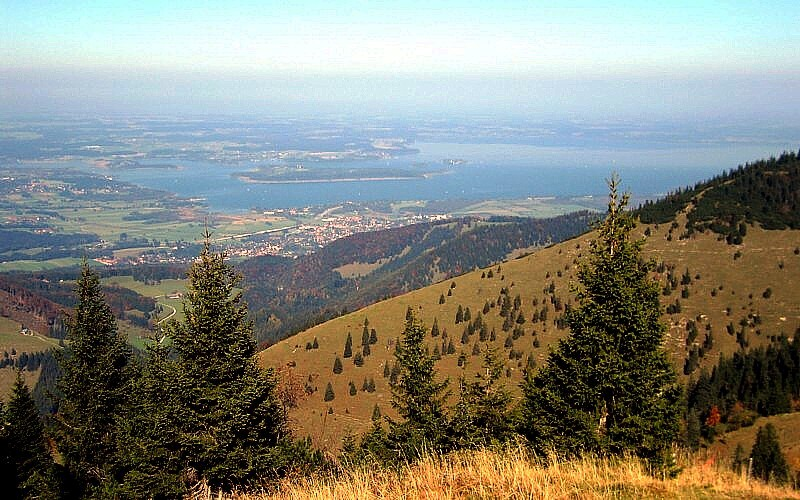
vista desde los Alpes